# マザー!
『マザー!』（原題:mother!）は2017年にアメリカ合衆国で公開されたサイコスリラー映画である。監督はダーレン・アロノフスキー、主演はジェニファー・ローレンスが務めた。
本作は2017年9月に開催された第74回ヴェネツィア国際映画祭のコンペティション部門に出品された。
日本では2018年1月19日に公開される予定だったが、2017年11月1日にパラマウント映画の意向により公開中止となった。
日本では2018年4月25日にDVDが発売された。

## あらすじ
郊外で穏やかな暮らしを送っていた夫婦の家に、謎の男が訪ねてきた。妻はその男に不信感を抱いていたが、夫は快く迎え入れた。その日から、夫婦の家には代わる代わる訪問者がやってくるようになった。「このままでは何か良からぬことが起こる」という妻の訴えを真剣に取り上げようとしない夫だったが、彼女の不安はやがて現実のものとなった。

## キャスト
※括弧内は日本語吹替。
- ジェニファー・ローレンス - 母親（沢城みゆき）
- ハビエル・バルデム - 彼（大塚明夫）
- エド・ハリス - 男性（菅生隆之）
- ミシェル・ファイファー - 女性（高島雅羅）
- クリステン・ウィグ - 使者
- ドーナル・グリーソン - 長男（中尾智）
- ブライアン・グリーソン（英語版） - 弟（益山武明）
- ジョヴァン・アデポ（英語版） - 召使い
- スティーヴン・マクハティ - 熱狂者

その他吹き替え（藤田曜子）/（岸本百恵）/（山賀春代）/（北島善紀）/（佐々木薫）/（山口協佳）/（荒井勇樹）/（村井雄治）/（笠間淳）/（さかき孝輔）/（堀越智恵）/（林大地）/（緑川博子）

## 製作
2015年10月、ジェニファー・ローレンスに本作の出演オファーが出ているとの報道があった。2016年1月、ハビエル・バルデムが本作の出演交渉に臨んでいると報じられた。4月までには、エド・ハリス、ミシェル・ファイファー、ドーナル・グリーソン、ブライアン・グリーソンの出演が決まっていった。2017年4月には、クリスティン・ウィグが本作に出演していたとの報道があった。
本作の主要撮影は2016年6月13日に始まり、同年8月28日に終了した。
本作の楽曲を作曲したのはヨハン・ヨハンソンである。なお、アロノフスキー監督作品でクリント・マンセルが楽曲の作曲に携わらなかった作品は本作が初めてとなる。

## 公開・マーケティング
当初、本作は2017年10月13日に全米公開される予定だったが、後に公開日が同年9月15日に前倒しされた。
本作は第74回ヴェネツィア国際映画祭のコンペティション部門と第42回トロント国際映画祭のスペシャル・プレゼンテーションで上映される予定である。
2017年8月7日、本作のファースト・トレイラーが公開された。

## 評価
本作は批評家の間で賛否が激しく割れている一方、観客からは酷評されており、CinemaScoreで最低値となるF評価を獲得した。F評価が下されたのは2012年に公開された『ジャッキー・コーガン』以来のことである。
監督のダーレン・アロノフスキーは「この映画は一般の観客に向けて作られたわけではなく、ある特定の人たちへ向けたものである」と語っている。
Rotten Tomatoesでは25個の批評家レビューのうち84%が支持評価を下し、平均評価は10点中8.2点となった。
Metacriticでは12個の批評家レビューに基づいて、平均評価は10点中8.3点となった。